# Pólipo (medicina)

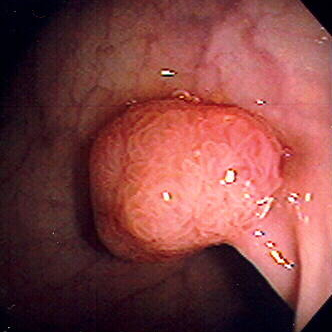
Pólipo de sigmóide, revelado através de colonoscopia. Aproximadamente 1 cm de diâmetro. Foi removido por cauterização.

Pólipo é um tumor benigno de uma membrana mucosa. O pólipo podem ser mole, carnoso ou fibroso, pediculado, piriforme ou séssil, que se desenvolve nas cavidades revestidas por uma mucosa.

## Tipos
Os pólipos são comumente encontrados no cólon, estômago, nariz, orelha, bexiga urinária ou útero. Raramente aparecem pólipos de intestino delgado, cérvix ou faringe. Exemplos incluem:
- Pólipo nasal e paranasal: associados a rinite alérgica
- Pólipo intestinal: podem sangrar ou sofrer transformação maligna.[1]
- Pólipo endometrial: afetam 10% das mulheres e aumentam o sangrado e dor menstrual. Um pólipo cervical pode causar infertilidade se obstruir a entrada do útero.
- Pólipo laríngeo: pode causar mudança de voz

Grande quantidade de pólipos são o principal sintoma de poliposes.

## Causas
Doenças genéticas que causam grande número de pólipos:
- Polipose adenomatosa familiar
- Síndrome de Peutz-Jeghers
- Síndrome de Turcot
- Polipose juvenil
- Doença de Cowden
- Síndrome de Bannayan-Riley-Ruvalcaba (ou Síndrome de Bannayan-Zonana)
- Síndrome de Gardner